# ه ه ح ه
ه ه ح ه (به فرانسوی: HHhH)، یا هایدریش، هوش و حواس هیملر رمانی است از لوران بینه نویسنده فرانسوی که در سال ۲۰۱۰ در انتشارات گراسه منتشر شد. این اثر که نخستین رمان نویسنده است، در همان سال برنده جایزه گنکور رمان اول شد.

## خلاصه داستان
هایدریش نیز همچون شرلوک هولمز ویولن می‌نواخت، اما چیره‌دست‌تر از وی بود. او نیز همچون شرلوک هولمز دست به تحقیقات جنایی می‌زد. البته با آن کارآگاه نام‌آور داستان‌های پلیسی تفاوتی هم داشت: او در پی یافتن حقیقت نبود، بلکه خودش حقیقت را می‌ساخت. و این دو بی‌شک با هم تفاوت دارند.
—ه ه ح ه، آغاز فصل ۴٨، صفحه ٧٠، نشر ماهی

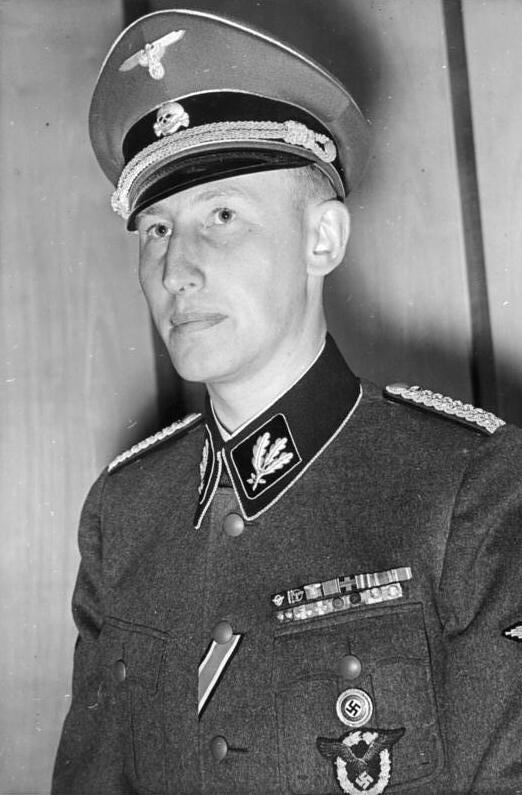
راینهارت هایدریش در سال ۱۹۴۰

این رمان تاریخی روایتی است از عملیات انتروپوید که طی آن دو چترباز چک و اسلواک راینهارد هایدریش را در پراگ ترور کردند. هایدریش ژنرالی آلمانی و از فرماندهان ارشد اس اس، گردان حفاظتی آلمان نازی به شمار می‌آمد. او که معمار اصلی هولوکاست بود، بلندپایه ترین مقام حکومت نازی است که در جنگ جهانی دوم ترور شده است.

## نگاه منتقدان
این رمان از زمان انتشار تاکنون چندین جایزه ادبی فرانسوی، انگلیسی و هلندی را برای نویسنده به ارمغان آورده است و نیز به بیش از چهل زبان از جمله فارسی ترجمه شده است.
ماریو بارگاس یوسا‌، برنده جایزه نوبل ادبیات، در مطلبی که در روزنامه ال پائیس منتشر کرد رمان ه ه ح ه را ستود و به خوانندگان توصیه کرد تا آن را بخوانند. او درباره این اثر گفته است که پس از سه دهه، «یک رمان فرانسوی بسیار عالی» خوانده است.
نویسندگانی چون مارتین آمیس و برت ایستون الیس نیز از این کتاب ستایش کرده‌اند.

## جوایز
- جایزه گنکور رمان اول (٢٠١٠)
- بهترین کتاب سال از نگاه مجله ادبی فرانسوی لیر (٢٠١٠)
- جایزه ملی حلقه منتقدان کتاب (نامزد در فهرست پایانی ٢٠١٢)
- کتاب برجسته سال از نگاه روزنامه نیویورک تایمز (٢٠١٢)

## اقتباس
- مردی با قلب آهنین[۶]